# Стрела Зенона
Стрела Зенона, или «Летящая стрела» — одна из апорий Зенона Элейского:

Летящая стрела неподвижна, так как в каждый момент времени она занимает равное себе положение, то есть покоится; поскольку она покоится в каждый момент времени, то она покоится во все моменты времени, то есть не существует момента времени, в котором стрела совершает движение.

Эта апория направлена против представления о непрерывной величине как о сумме бесконечного числа неделимых частиц (точек пространства или моментов времени). Она также затрагивает глубокий и нерешённый в физике вопрос о природе времени и тем самым стимулировала многовековую дискуссию на эту тему, не завершённую до наших дней.
Иногда утверждают, что с помощью этой и других апорий Зенон доказывал невозможность движения. На самом деле элеаты отрицали не движение, а его мыслимость, то есть, на современном языке, соответствие бытия и его научных моделей, которые, по мнению элеатов, невозможны без противоречий — в то время как рационально-логический подход позволяет этих противоречий избежать.
По мнению большинства комментаторов, цель апорий — показать, что наше (математическое) представление о движении противоречиво. Вероятно, поэтому элеатов в древности называли афизиками, то есть противниками науки о природе.
Данная апория напоминает следующий парадоксальный афоризм, приписываемый ведущему представителю древнекитайской «школы имён» (мин цзя) Гунсунь Луну (середина IV века до н. э. — середина III века до н. э.):

«В стремительном [полёте] стрелы есть момент отсутствия и движения, и остановки».

## Первоисточники
Аристотель. Физика, Z 9, 239 b 30:
Третий [аргумент], только что упомянутый, гласит, что летящая стрела стоит на месте. [Этот вывод] вытекает из постулата о том, что время состоит из [отдельных] «теперь»: без этого допущения умозаключение невозможно.
Там же, 239 b 5:
Зенон допускает паралогизм. Если всякое [тело], говорит он, покоится там, где оно движется, всякий раз, как занимает равное [себе пространство], а движущееся [тело] всегда [занимает равное себе пространство] в [каждое] «теперь», то летящая стрела неподвижна. Но это ложь: ведь время не состоит из неделимых «теперь», равно как и никакая другая величина.
Симпликий. Комм. к «KDSW», 1015, 19 (к 239 b 30):
Летящая стрела покоится в полете, коль скоро всё по необходимости либо движется, либо покоится, а движущееся всегда занимает равное себе пространство. Между тем то, что занимает равное себе пространство, не движется. Следовательно, она покоится.

## Разрешение апории
Довольно часто появлялись (и продолжают появляться) попытки математически опровергнуть рассуждения Зенона и тем самым «закрыть тему». В этих «опровержениях», однако, подменяется суть спора. В апориях Зенона речь идёт не о математической модели, а о реальном движении, и поэтому бессмысленно ограничить анализ парадокса внутриматематическими рассуждениями — ведь Зенон как раз и ставит под сомнение применимость к реальному движению идеализированных математических понятий.
Серьёзные исследования апорий Зенона рассматривают физическую и математическую модели совместно. Одно из возможных объяснений апории: в природе нет физического аналога математическим понятиям точки пространства и момента времени. См. подробнее статью Апории Зенона#Современная трактовка.